# Zosima Worbozomski
Zosima Worbozomski – święty mnich prawosławny.
O jego życiu niewiele wiadomo. Jest założycielem Monasteru Zwiastowania na jednej z wysp Jeziora Worbozomskiego, na czele którego stał do swojej śmierci, prowadząc równocześnie ascetyczny tryb życia. Zmarł około 1550.
Należy do Soboru Świętych Wołogodzkich.